# علم اطلاعات جغرافیایی
علم اطلاعات جغرافیایی (انگلیسی: Geographic information science) که به اختصار GIScience یا GISc نیز نامیده می‌شود، یک رشته علمی است که به مطالعه داده‌ها و اطلاعات جغرافیایی شامل نمایش چگونگی پدیده‌ها در دنیای واقعی، چگونگی و نحوه درک انسان از جهان، سازمان‌دهی و تحلیل فضایی پدیده‌ها می‌پردازد. این علم را می‌توان نقطه مقابل سامانه اطلاعات جغرافیایی (GIS) در نظر گرفت که که مخازن واقعی چنین داده‌هایی، ابزارهای نرم‌افزاری برای انجام وظایف مربوط و حرفه کاربران GIS است. می‌توان گفت که یکی از اهداف عمده علم اطلاعات جغرافیایی یافتن راهی برای بهبود داده‌های سامانه اطلاعات جغرافیایی، نرم‌افزارها و تمرین‌های حرفه ای آن است و بیشتر بر نحوه استفاده از GIS در زندگی واقعی متمرکز است.